# Batalla de Tamarón
La batalla de Tamarón fue un enfrentamiento militar que tuvo lugar en 1037 entre las tropas del rey leonés Bermudo III y las del conde de Castilla Fernando Sánchez.
Distintas versiones de los hechos difieren tanto en las fechas (30 de agosto, 1 de septiembre o 4 de septiembre), como en el emplazamiento de la batalla (Tamarón (Burgos) o Támara de Campos (Palencia)). Las crónicas najerense, silense y Chronicon mundi de Lucas de Tuy además de los anales Toledanos, Compostelanos y Castellanos segundos dan como lugar de la batalla el valle de Tamarón. Según se relata en la Crónica Silense del Tudense, el rey Bermudo y su ejército cruzaron la frontera del condado de Castilla «o sea, la línea del Pisuerga, y en la cuenca de aquel río, en el valle del Tamarón, arroyo situado al este de Castrojeriz (...) se enfrentaron los leoneses con el ejército navarro castellano...» y que la batalla tuvo lugar «super vallem Tamaron», y Tamarón es el actual pueblo de Burgos que se halla en el marcado valle que forma el arroyo de Sambol. Támara, que nunca fue llamada Tamarón, no está situada en ningún valle. Es con De rebus Hispaniae de Jiménez de Rada donde viene la confusión, ya que dicho autor situaba la batalla junto al río Carrión, donde se encuentra relativamente cerca la villa de Támara (Palencia).
Los orígenes de la batalla tienen como escenario la Tierra de Campos, los territorios entre el Cea y el Pisuerga. Dicha zona había sido incorporada al condado de Castilla en tiempos de Sancho III el Mayor, y Bermudo III  quería recuperarlas. Fernando I, por su parte, consideraba esa zona como dote de su esposa Sancha de León, hermana del rey leonés.
Las tropas de Fernando I ayudadas por las de su hermano, el rey de Pamplona García Sánchez, vencieron a Bermudo III de León que perdió la vida en la batalla, supuestamente a manos de siete enemigos cuando se adelantaba a sus huestes en busca del conde castellano. Autopsias realizadas en el siglo XXI demuestran que sufrió dieciséis heridas de lanza, todas ellas mortales.

... pero la muerte, lanza en ristre, que es criminal e inevitable para los mortales, se apodera de él (Bermudo) y le hace caer de la carrera de su caballo; siete caballeros enemigos acaban con él. García (rey de Navarra) y Fernando presionan sobre ellos (los leoneses). Su cuerpo es llevado al panteón de los reyes de León. Después, muerto Vermudo, Fernando asedia a León y todo el reino queda en su poder”.
Crónicas de los reinos de Asturias y León, Jesús E. Casariego. Ed. Everest (1985)

Muerto Bermudo III sin descendencia, el trono pasó a su hermana Sancha, que cedió los derechos a su marido Fernando I, que se coronó rey de León.